# Pristimantis paramerus
Pristimantis paramerus är en groddjursart som först beskrevs av Juan A. Rivero 1984.  Pristimantis paramerus ingår i släktet Pristimantis och familjen Strabomantidae. IUCN kategoriserar arten globalt som starkt hotad. Inga underarter finns listade i Catalogue of Life.